# Literatura

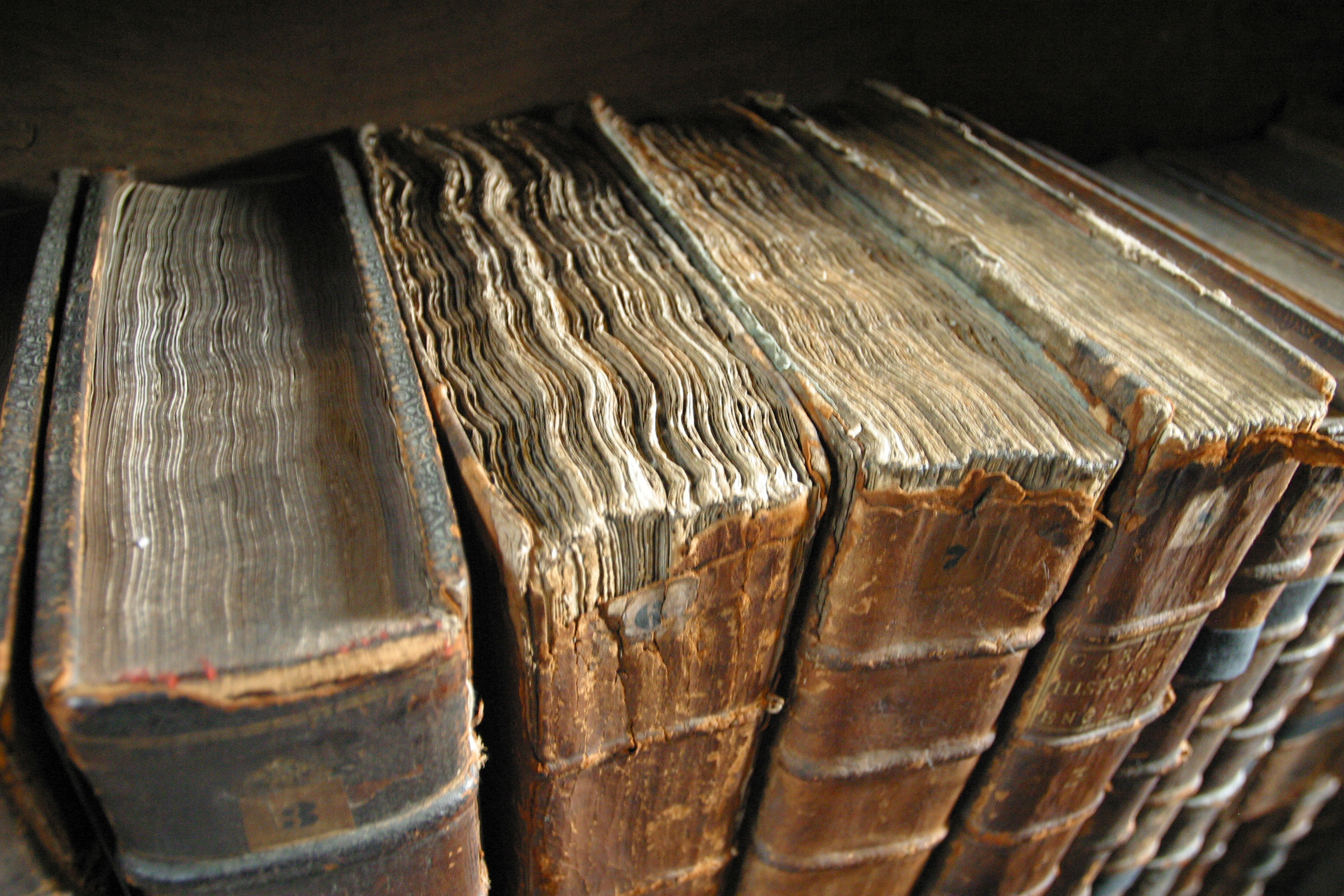
Staré knihy na Oxfordské univerzitě

Literatura (z latinského littera, písmeno) neboli písemnictví, někdy také slovesnost, je v širším slova smyslu souhrn všech písemně zaznamenaných textů, v moderních definicích někdy včetně ústně tradovaných projevů (například ústní lidová slovesnost). Kromě umělecké literatury se k ní v tomto smyslu řadí také odborná literatura, náboženské spisy, autobiografická literatura, korespondence a další typy textů. V užším slova smyslu se literaturou obvykle myslí pouze umělecká literatura (krásná literatura, beletrie). Někdy může být vymezena ještě úžeji význačností nebo hodnotou jednotlivých děl, imaginativností či fikčností textů, popřípadě ozvláštňující funkcí použitého jazyka. Výpovědi předkládané v umělecké literatuře nejsou obvykle hodnoceny coby pravdivé nebo nepravdivé, nýbrž jako fikční. Umělecké literární dílo je zároveň vysoce komplexní a rozvětvené, s mnoha vrstvami, významy a vztahy a není možné ho jednoduše uchopit, popsat či redukovat.
Literatura je výraznou součástí lidské kultury a civilizace. Má značný význam při konstituci lokálních (zejména národních) podob kultury a umožňuje šířit standardizovaný jazyk a vytvářet vědomí moderních jazykových a národních komunit. Literatura je však zároveň kosmopolitním fenoménem a je možné ji chápat jako propojený celek – autoři literárních děl bývají ovlivněni také cizojazyčnými texty a mezi jednotlivými národními literaturami probíhá výměna vlivů a idejí. Přestože značná část literatury oficiálně vychází tiskem, některá literární díla zůstávají v rukopisech, popřípadě jsou rozšiřována samizdatem nebo publikována na internetu. V minulosti byla literatura tradičně rozlišována na klasickou (kanonickou, uměleckou, kvalitní a hodnou pozornosti) a na populární (brakovou, nehodnotnou). V souvislosti s postmodernismem a novými přístupy a proudy v literární vědě bylo však toto rigidní rozdělení zpochybněno a upouští se od něj, přičemž také populární literatura se stává předmětem výzkumu.
Literaturou se zabývá literární věda. Pod tu spadá literární teorie (zkoumá a popisuje obecné zákonitosti literatury jako uměleckého jevu), literární historie (zkoumá dějiny literatury) a literární kritika (zkoumá, hodnotí a třídí literární díla). Významnou disciplínou literární vědy je také literární komparatistika, někdy nazývaná pouze komparatistika či obecná a srovnávací literatura.

## Definice literatury
V užším slova smyslu je jako literatura chápán pouze umělecký text. Ten může být vymezen čistě naratologicky, tedy jako fikce, imaginativní, smyšlené psaní. Slabinou tohoto pojetí je však existence nefikčních literárních děl, stejně jako fikcí, jež se za literaturu obecně nepovažují, popřípadě také děl o jejichž fikčnosti či historičnosti nelze rozhodnout.
Existuje také lingvistické vymezení, chápání literatury jako textů zvláštním způsobem zacházejících s jazykem, přesněji řečeno textů obsahující jazykovou intenzifikaci, deformaci a ozvláštnění. Tento názor zastávali formalisté, například Šklovskij nebo Jakobson. Zde se však nabízí námitka, že ozvláštnění a neobvyklý styl se často objevují i při běžném použití jazyka a literárnost textu je často zřejmá až z kontextu.
Vhodným měřítkem může být hodnotový soud: literární texty neobsahují žádnou inherentní vlastnost, důležité je pouze, jak se lidé k literatuře sami vztahují; jednotlivé texty mohou proto s postupem času nebo v různých společnostech status literatury získávat či ztrácet. Literatura je v tomto smyslu funkčním pojmem, nikoliv pojmem ontologickým. Tento přístup k věci však může být spojen s rigidním chápáním hodnotných literárních děl – a sice v tom smyslu, že za hodnotná (a tudíž literární) jsou považována pouze vrcholná díla, případně díla spojená s výraznými autorskými individualitami.
Podle strukturalistického pojetí je základním rozlišovacím znakem umělecké literatury její funkce: plní v první řadě funkci estetickou či poetickou. V pojetí sémiotika a lingvisty Romana Jakobsona, který pojem poetické funkce zavedl, je důležité zejména oddělení znaku od jím označovaného objektu. Pozornost pak strhává znak sám, stává se samostatnou a autorefenční jednotkou. Pro poetickou funkci je také důležitý princip kombinace: znak není mluvčím vybírán bez kontextu, nýbrž ve vztahu k ostatním použitým znakům, v rámci výstavby znakové řady. Například spojení „Jana a Magdaléna“ může být preferováno před opačným pořadím, protože v něm funguje princip slabičného narůstání, bývají vytvářeny aliterace a podobně. V literárním díle jsou však v menší míře přítomné i ostatní funkce jazyka (emotivní, poznávací, fatická, metajazyková a konotativní) a působí jako podřízená, přídatná složka. Epika do velké míry obsahuje referenční funkci jazyka, lyrika je většinou spojena s emotivní funkcí a básnictví oslovující druhou osobu se silně pojí s funkcí konotativní.
V současném západním hodnotovém a uměleckém diskursu platí, že text se stává literárním dílem teprve tehdy, kdy je v něm přítomno a čtenáři vnímáno určité uspořádání, kompozice a postupy tradičně přijímané jako literární. Takovým tradičním postupem může být v případě poezie básnickost, tedy rytmičnost, metaforičnost, grafické uspořádání a podobně; v případě prózy uspořádání pomocí syžetového vyprávění vytvářejícího fikční svět. Důležitým postupem může být také přímé označení textu za literární dílo, popřípadě žánrová specifikace. Tyto postupy ukotvují dílo v literární tradici, zároveň se však proti nim text může vymezovat nebo je deformovat a aktualizovat, čímž je vytvářena tradice nová.

## Zkoumání literatury

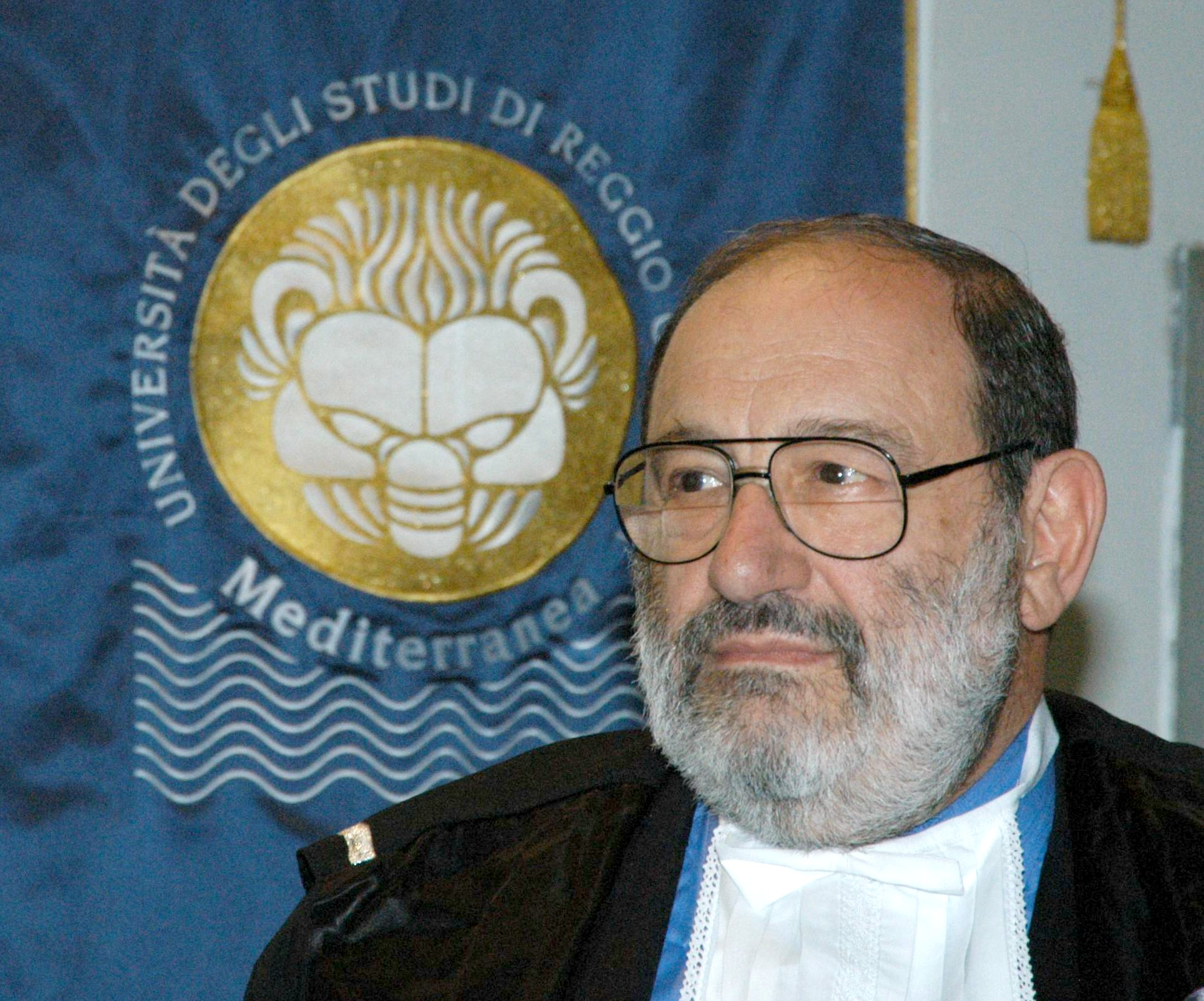
Umberto Eco, jeden z významných literárních vědců

Odborným zkoumáním literatury se zabývá literární věda, rozdělovaná na literární teorii, literární historii a literární kritiku. Mezi obory, které v rámci literární vědy existují nebo kterých literární věda využívá, patří mimo jiné literární interpretace, textologie, stylistika, naratologie, tematologie, versologie a prozódie. Četné podněty přijímá literární věda také z teorie komunikace, teorie médií, genderových studií, queer studií, sémiotiky, kulturologie či estetiky.
Literatura byla teoreticky reflektována již ve starověku. Mezi významné antické spisy o literatuře patří Aristotelova Poetika nebo Longinovo pojednání O vznešenu. Současná podoba literární vědy je však spojena až s rozvojem moderní filologie v 19. a 20. století. Myšlení o literatuře výrazně ovlivnil ruský formalismus – Viktor Šklovskij (1893–1984), Jurij Tyňanov (1894–1943), Boris Ejchenbaum (1886–1959) – a na něj navazující strukturalismus (případně poststrukturalismus) a sémiotika – Vladimir Propp (1895–1970), Jurij Lotman (1922–1993), Roland Barthes (1915–1980), Tzvetan Todorov (1939–2017), Julia Kristeva (1941), Umberto Eco (1932–2016). Literární díla však vlastním prizmatem a metodami zkoumá také angloamerická nová kritika, marxistická literární věda, feministická literární teorie nebo dekonstruktivismus.
V českém prostředí je zkoumání literatury spojeno především se jménem kritika Františka Xavera Šaldy (1867–1937). České myšlení o literatuře později značně ovlivnil literární vědec a filozof Václav Černý (1905–1987) a také strukturalista René Wellek (1903–1995). S vlivnou teorií fikčních světů je spojen literární teoretik Lubomír Doležel (1922–2017). Mezi současné významné literární vědce patří Petr A. Bílek (1962), Jiří Pelán (1950), Josef Vojvodík (1964) nebo Vladimír Papoušek (1957). Anglickou literaturou se zabývá Martin Hilský (1943).

### Literární teorie
Literární teorie se pokouší o popis obecných literárních zákonitostí, které hrají roli při vzniku literárního díla (problematika geneze), při jeho zařazování do literárního procesu a jeho čtenářské (případně posluchačské či divácké) konkretizaci. Jednotlivé literární teorie, které v rámci obecné literární teorie vznikají, lze rozdělovat na normativní, deskriptivní a empirické. Normativní teorie stanovují estetická kritéria, která musejí texty splňovat, aby byly akceptovány jako literární umělecká díla. Deskriptivní teorie naopak vycházejí ze stanoveného souboru textů (korpusu) a pokoušejí se vydestilovat jejich společné a zvláštní rysy (například za účelem vytvoření žánrové klasifikace). Empirické teorie stanovují hypotetické kauzální souvislosti a zákonitosti a ty následně v literárních textech ověřují nebo vyvracejí.

### Literární historie
Literární historie se zabývá zaznamenáváním a zkoumáním relevantních událostí v kontextu literatury (publikace knih, proměny trhu, životní data autorů), dále pak jejich zasazováním do vzájemných souvislostí a vytvářením systematizujících literárněhistorických konstruktů. V současnosti se objevuje šest hlavních badatelských směrů:
1. sociální dějiny literatury (literatura a její vzájemné ovlivňování se společností)
2. foucaultovská diskursivní analýza
3. mediální interpretace (vliv materiálních médií a kulturních činností, například tisku, moderních masmédií, státního mocenského aparátu, školství a podobně)
4. systémově-teoretické přístupy
5. eklektické práce nového historismu (rozvolněný přístup bez hlavní řídící teorie či diskursu)
6. revizionistické studie například feministické nebo genderové

V české vědě od 19. století dlouho přetrvávalo členění literární historie na dějiny jednotlivých národních literatur a jejich oddělené zkoumání. Od přelomu tisíciletí se objevují snahy tento přístup nahradit komparativnějšími metodami, zkoumáním literárních dějin v širších kulturních kontextech, například středoevropském.

## Druhy a žánry umělecké literatury
Druhy a žánry umělecké literatury se zabývá genologie. Otázka literárních žánrů hrála v dějinách poetiky klíčovou úlohu už od antiky. V Aristotelově Poetice už dokonce nalezneme určitý zárodek moderního členění literárních druhů, Aristoteles od sebe odlišuje různé druhy básnictví, zejména epické, a drama, které rozděluje na tragédie a komedie.
Základní a obecně přijímané genologické dělení literatury na literární druhy či oblasti však vzniklo až v klasicismu. Literární druhy se dělí podle výrazu na epiku (vyprávěcí literaturu), lyriku a drama. Podle textové organizace (formy členění textu) lze rozlišit poezii, prózu a drama. Výraz žánr pak označuje specifickými kritérii definované typy literárních textů. Každý žánr má vlastní pravidla a konvence, která čtenář musí znát, aby dokázal text číst správným způsobem – například u detektivky se předpokládá čtenářova obeznámenost s tím, že řešení bude nalezeno teprve po jisté době a že bude překvapivé. Mezi epické žánry patří román, novela nebo povídka. Dále je možné rozlišovat žánrové varianty (v případě románu jde například o psychologický román, historický román, milostný román a podobně) a žánrové formy (uvedený román může mít formu deníku, korespondence, kroniky a tak dále).
Některé genologické koncepce a úvahy byly silně ovlivněny dobou vzniku. Ferdinand Brunetiěre například na konci 19. století prosazoval analogii žánru s biologickým druhem a v souladu s rozkvětem přírodních věd a darwinovského pojetí přirozeného výběru uvažoval o genezi a vývoji žánrů od jejich vzniku až k nevyhnutelnému postupnému zániku.

## Literatura podle země, oblasti či kulturního okruhu

### Evropa
- Albánská literatura
- Anglická literatura
- Belgická literatura
- Běloruská literatura
- Bulharská literatura
- Česká literatura
- Dánská literatura
- Estonská literatura
- Finská literatura
- Francouzská literatura
- Chorvatská literatura
- Irská literatura
- Islandská literatura
- Italská literatura
- Latinská literatura
- Litevská literatura
- Lotyšská literatura
- Maďarská literatura
- Makedonská literatura
- Moldavská literatura
- Německá literatura
- Nizozemská literatura
- Norská literatura
- Polská literatura
- Portugalská literatura
- Rakouská literatura
- Ruská literatura
- Řecká literatura
- Slezská literatura
- Slovenská literatura
- Slovinská literatura
- Srbská literatura
- Španělská literatura
- Švédská literatura
- Švýcarská literatura
- Ukrajinská literatura

### Amerika
- Americká literatura
- Kanadská literatura
- Latinskoamerická literatura

### Asie
- Čínská literatura
- Izraelská literatura
- Japonská literatura
- Korejská literatura
- Vietnamská literatura

### Afrika
- Egyptská literatura
- Jihoafrická literatura
- Nigerijská literatura

### Austrálie a Oceánie
- Australská literatura
- Novozélandská literatura

Mimo geografické rozčlenění stojí esperantská literatura.